# Romuald Krieger
Romuald Krieger (12 kwietnia 1948 w Strzelinie) – polski gitarzysta, gitarzysta basowy, organista, wokalista, kompozytor.

## Życiorys
W wieku 15 lat założył przy strzelińskim hufcu ZHP, grupę Czarne Stopy (1963–1969), z którą występował na licznych przeglądach piosenki harcerskiej. Wówczas miał też epizody jako gitarzysta basowy we wrocławskich zespołach Gotyki (1967) i wpływowa Grupa «I» (1968). W 1969 roku po dokooptowaniu dwóch saksofonistów, jego zespół przekształcił się w Kapelę Głośnośląską (1969–1973), którą założył przy Politechnice Wrocławskiej z pomocą kierownika redakcji muzycznej Polskiego Radia Wrocław Adama Wielowieyskiego, pomysłodawcy nowej nazwy, a także linii programowej i repertuarowej zespołu. Specjalizowała się ona w wykonywaniu big beatowych transkrypcji dolnośląskich melodii ludowych, a także kompozycji R. Kriegera do tekstów Jerzego Księskiego. Oparte na ludowej twórczości produkcje, miały legitymizować obecność polskiego folkloru na Ziemiach Odzyskanych i tym samym prawa Polaków do piastowskiego Wrocławia. Zespół nagrywał w PR Wrocław i występował w Telewizji Polskiej (Turniej Miast w 1969, Telewizyjny Ekran Młodych w 1970). Znaczącym sukcesem w jej karierze okazała się audycja radiowa z jego udziałem pt. Z wizytą u babci Olejnikowej (ok. 60 emisji). Ponadto piosenka pt. Łąki, łąki kolorowe przez sześć tygodni prowadziła na wrocławskiej Liście Radiowych Przebojów pod nazwą Najlepsza piosenka to ta, zaś utwór pt. Żaglem pod wiatr do dzisiaj gości na radiowej antenie.
Muzyk grał na gitarach: Jolana i Höfner oraz na wzmacniaczu, który był kopią wzmacniacza marki Fender, produkcji Szulera.